# Daniela Götz
Daniela Götz, född 23 december 1987 i Nürnberg, är en tysk simmare.
Götz blev olympisk bronsmedaljör på 4 x 100 meter medley vid sommarspelen 2004 i Aten.